# Zimowy Olimpijski Festiwal Młodzieży Europy 1993
I Zimowy Olimpijski Festiwal Młodzieży Europy 1993 – pierwsza zimowa edycja olimpijskiego festiwalu młodzieży Europy, która odbyła się w dniach 7–10 lutego 1993 roku we włoskiej miejscowości Aosta. W imprezie wzięło udział 430 uczestników z 32 państw. 
Podczas ceremonii otwarcia obecny był Juan Antonio Samaranch oraz Przewodniczący EOC Jacques Rogge. W swych wypowiedziach nie kryli oni satysfakcji z tego, iż taka impreza ma miejsce i ponad 430 uczestników bierze udział w interdyscyplinarnej zimowej rywalizacji.
Zawody zostały rozegrane w kategorii wiekowej młodzieży urodzonej w latach 1976–1977 (16/17 lat).

## Konkurencje
- biathlon (wyniki)
- biegi narciarskie (wyniki)
- łyżwiarstwo figurowe (wyniki)
- narciarstwo alpejskie (wyniki)
- short track (wyniki)

## Wyniki

### Biathlon
| Konkurencja              | Złoto                 | Srebro        | Brąz           |
| ------------------------ | --------------------- | ------------- | -------------- |
| sprint (5 km) dziewcząt  | Manuela Ronner Miller | Alessia Danne | Bíborka Xantus |
| sprint (7,5 km) chłopców | Paolo Longo           | Glenn Olsson  | Wojciech Kozub |

### Biegi narciarskie
| Konkurencja                       | Złoto             | Srebro            | Brąz              |
| --------------------------------- | ----------------- | ----------------- | ----------------- |
| 5 km stylem klasycznym dziewcząt  | Elina Pienimäki   | Julija Czepałowa  | Kristina Šmigun   |
| 7,5 stylem dowolnym dziewcząt     | Julija Czepałowa  | Kristina Šmigun   | Kateřina Hanušová |
| 7,5 km stylem klasycznym chłopców | Iwan Kowalow      | Siergiej Skworcow | Martin Bajčičák   |
| 10 km stylem dowolnym chłopców    | Siergiej Skworcow | Iwan Kowalow      | Fabio Santus      |

### Łyżwiarstwo figurowe
| Konkurencja     | Złoto                               | Srebro                                    | Brąz                            |
| --------------- | ----------------------------------- | ----------------------------------------- | ------------------------------- |
| soliści         | Ilja Kulik                          | Thierry Cérez                             | Markus Leminen                  |
| solistki        | Irina Słucka                        | Ołena Laszenko                            | Kateřina Beránková              |
| tańce na lodzie | Sylwia Nowak i Sebastian Kolasiński | Jekatierina Swirina i Siergiej Sachnowski | Agnès Jacquemard i Alexis Gayet |

### Narciarstwo alpejskie
| Konkurencja      | Złoto              | Srebro         | Brąz             |
| ---------------- | ------------------ | -------------- | ---------------- |
| Gigant dziewcząt | Raquel Rienda      | Anna Ottoson   | Gro Kvinlog      |
| Slalom dziewcząt | Marlies Oester     | Cecilie Larsen | Catherine Borghi |
| Gigant chłopców  | Gui-Philippe Benny | Marc Kuehni    | Patrik Cogoli    |
| Slalom chłopców  | Drago Grubelnik    | Omar Gandelli  | Romain Valla     |

### Short track
| Konkurencja        | Złoto          | Srebro            | Brąz            |
| ------------------ | -------------- | ----------------- | --------------- |
| 500 m dziewcząt    | Petra Vincze   | Ewgenija Radanowa | Anna Krystewa   |
| sztafeta dziewcząt | Włochy         | Ukraina           | -               |
| 1000 m chłopców    | Stijn Turcksin | Woler Glebow      | Fabio Carta     |
| sztafeta chłopców  | Włochy         | Belgia            | Wielka Brytania |

## Klasyfikacja medalowa
Medale zdobyli reprezentanci aż 19 spośród 32 państw biorących udział w EYOD.
| L.p.  | Państwo         |    |    |    | Razem |
| ----- | --------------- | -- | -- | -- | ----- |
| 1.    | Rosja           | 5  | 5  | 0  | 10    |
| 2.    | Włochy          | 4  | 2  | 3  | 9     |
| 3.    | Szwajcaria      | 2  | 1  | 1  | 4     |
| 4.    | Belgia          | 1  | 1  | 0  | 2     |
| 5.    | Finlandia       | 1  | 0  | 1  | 2     |
| 5.    | Polska          | 1  | 0  | 1  | 2     |
| 7.    | Hiszpania       | 1  | 0  | 0  | 1     |
| 7.    | Słowenia        | 1  | 0  | 0  | 1     |
| 7.    | Węgry           | 1  | 0  | 0  | 1     |
| 10.   | Szwecja         | 0  | 2  | 0  | 2     |
| 11.   | Francja         | 0  | 1  | 2  | 3     |
| 12.   | Bułgaria        | 0  | 1  | 1  | 2     |
| 12.   | Norwegia        | 0  | 1  | 2  | 3     |
| 12.   | Ukraina         | 0  | 2  | 0  | 2     |
| 15.   | Czechy          | 0  | 0  | 2  | 2     |
| 16.   | Estonia         | 0  | 0  | 1  | 1     |
| 16.   | Rumunia         | 0  | 0  | 1  | 1     |
| 16.   | Słowacja        | 0  | 0  | 1  | 1     |
| 16.   | Wielka Brytania | 0  | 0  | 1  | 1     |
| Total | Total           | 17 | 17 | 16 | 50    |